# Trisecteur de Bergery

Un tomahawk, avec son manche et sa pointe épaissis

Le trisecteur de Bergery ou tomahawk est un outil de géométrie pour la trisection d'angle, le problème de diviser un angle en trois parties égales. Les éléments important de sa forme comprennent un demi-cercle et deux segments, disposés de telle façon que la silhouette ressemble à un tomahawk, une hache amérindienne,. 
Le nom de trisecteur de Bergery fair référence à Claude Lucien Bergery qui en fait un description dès le début du XIXe siècle. Le même outil a également été appelé couteau de cordonnier, mais ce nom est plus couramment utilisé en géométrie pour désigner une forme différente, l'arbelos (un triangle curviligne délimité par trois demi-cercles mutuellement tangents). 

## Description
La forme de base d'un tomahawk se compose d'un demi-cercle (la "lame" du tomahawk), avec un segment  de la longueur du rayon en prolongement du diamètre du demi-cercle (dont l'extrémité est la "pointe". du tomahawk), et avec un autre segment de longueur arbitraire (le « manche » du tomahawk) perpendiculaire au diamètre. Afin d'en faire un outil physique, son manche et sa pointe peuvent être épaissis, à condition que le segment le long du manche continue de faire partie de la limite de la forme. Contrairement à une trisection associée utilisant une équerre de charpentier, l'autre côté du manche épaissi n'a pas besoin d'être parallèle à ce segment
. 
Dans certaines sources, un cercle complet plutôt qu'un demi-cercle est utilisé,  ou le tomahawk est également épaissi le long du diamètre de son demi-cercle,  mais ces modifications ne font aucune différence dans l'action du tomahawk en tant que trisecteur.

## Trisection

Un tomahawk coupant un angle en trois. La poignée A̅D̅ forme une trisectrice et la ligne pointillée A̅C̅ jusqu'au centre du demi-cercle forme l'autre.

Pour utiliser le tomahawk, la ligne du manche doit passer par le sommet de l'angle, avec la lame à l'intérieur de l'angle, tangente à l'un des deux rayons formant l'angle, et avec la pointe touchant l'autre rayon de l'angle. L’une des deux lignes trisectrices correspond alors à la ligne du manche  et l’autre est la droite passant par le sommet de l'angle et le centre du demi-cercle,. Si l'angle à couper est trop aigu par rapport à la longueur du manche du tomahawk, il se peut qu'il ne soit pas possible d'ajuster le tomahawk dans l'angle de cette manière, mais cette difficulté peut être contournée en doublant l'angle à plusieurs reprises jusqu'à ce qu'il soit grand. assez pour que le tomahawk le coupe en trois, puis diviser en deux  l'angle trisecté le même nombre de fois que l'angle d'origine a été doublé. 
Si le sommet de l'angle est étiqueté A, le point de tangence de la lame est B, le centre du demi-cercle est C, le haut du manche est D et la pointe est E, alors les triangles △ACD et △ADE sont deux triangles rectangles ayant une base commune et une hauteur égale, ce sont donc des triangles égaux . Parce que les côtés AB et BC du triangle △ABC sont respectivement une tangente et un rayon du demi-cercle, ils sont perpendiculaires l'un à l'autre et △ABC est aussi un triangle rectangle ; il a la même hypoténuse que △ACD et les mêmes longueurs de côté BC = CD, donc encore une fois il est égal aux deux autres triangles, montrant que les trois angles formés au sommet sont égaux,.  
Bien que le tomahawk puisse lui-même être construit à l'aide d'un compas et d'une règle,  et puisse être utilisé pour couper un angle, il ne contredit pas le Théorème de Wantzel de 1837 selon lequel des angles arbitraires ne peuvent pas être coupés en trois uniquement avec un compas et une règle non marquée. La raison en est que placer le tomahawk construit dans la position requise est une forme de neusis qui n'est pas autorisée dans les constructions à la règle et au compas.

## Origine
L'inventeur du tomahawk est inconnu,   mais les premières références à ce sujet proviennent de la France du XIXe siècle. Elle remonte au moins à 1835, puisqu’il est mentionné dans un livre de Claude Lucien Bergery, Géométrie appliquée à l'industrie, à l'usage des artistes et des ouvriers (3e édition),  C'est la raison pour laquelle on trouve le nom de «trisecteur de Bergery» pour cet instrument. Bergery en attribue la conception à des ouvriers de Metz, c'est pourquoi on trouve aussi le nom de trisecteur des ouvriers messins. Une autre mention de la même trisection apparait dans un article de  Henri Brocard en 1877 ;  Brocard mentionne à un mémoire de 1863 de l'officier de marine français Pierre-Joseph Glotin,. On trouve donc aussi  trisecteur de Glotin pour le nom de cet instrument.

## Multisecteur

Multisecteur de Glotin pour découper un angle en 5 parties égales (animation)

Pierre-Joseph Glotin poursuit l'idée exposée par Bergery pour présenter des outils capables de diviser un angle en 2n + 3 parties.
Par exemple, pour diviser un angle en 5 parties, il suffit d'ajouter au trisecteur de Bergery une nouvelle barre en T, articulée à la pointe du trisecteur de Bergery. La barre du T ayant une longueur de 2r et l'axe du T passant par le sommet A de l'angle à découper en 5. La nouvelle pointe doit s'appuyer sur une des demi-droites de l'angle et le demi-cercle doit s'appuyer sur l'autre demi-droite. 
Pour découper en 2n + 3 parties il suffit de mettre bout à bout n barres en T de cette sorte.